# Hermann Kolbe

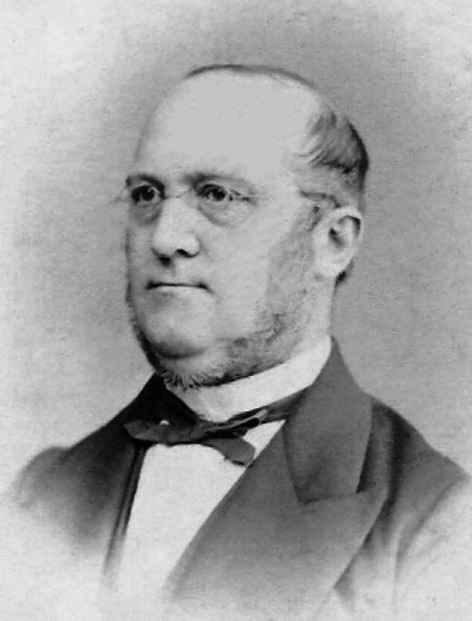
Hermann Kolbe

Adolph Wilhelm Hermann Kolbe (Elliehausen, 27 september 1818 – Leipzig, 25 november 1884) was een Duits scheikundige. Hij heeft een belangrijke bijdrage geleverd tot het ontstaan van de moderne organische chemie, zowel op theoretisch als experimenteel vlak. Zo was hij de eerste om de term "synthese" te gebruiken in een scheikundige context.

## Biografie
Kolbe werd geboren in Elliehausen, nabij Göttingen, als de oudste zoon van een protestants priester. Op 13-jarige leeftijd ging hij naar het gymnasium van Göttingen, waar hij gedurende zijn zesjarige opleiding geïnteresseerd geraakte in scheikunde. Vanaf 1838 studeerde hij aan de Georg-August-Universität Göttingen, onder andere bij Friedrich Wöhler.
In 1842 werd Kolbe aangesteld tot assistent van Robert Bunsen aan de Philipps-Universiteit Marburg, waar hij in 1843 de graad van doctor behaalde. In 1845 werd hij assistent van Lyon Playfair aan het Museum of Economic Geology in Londen. In 1851 volgde Kolbe Bunsen op als professor in Marburg - een opmerkelijk feit daar Kolbe geen eerdere ervaring met lesgeven in een universitaire context had. In 1865 verhuisde hij naar de Universiteit in Leipzig, waar hij voor de rest van zijn leven zou blijven. Onder zijn studenten vallen verschillende belangrijke scheikundigen te rekenen, waaronder Aleksandr Michailovitsj Zajtsev, Theodor Curtius, Ernst Otto Beckmann, Carl Gräbe en Vladimir Markovnikov.
In 1864 werd Kolbe verkozen tot buitenlands lid van de Zweedse Academie van Wetenschappen en in 1874 werd hij lid van de American Philosophical Society. In zijn laatste levensjaar werd hem de prestigieuze Davy Medal uitgereikt.
Hermann Kolbe huwde in 1853 met Charlotte, dochter van generaal-majoor Wilhelm von Bardeleben. Samen kreeg het echtpaar vier kinderen. Kolbe overleed in 1884 op 66-jarige leeftijd aan een hartinfarct.

## Werk
Hermann Kolbe was een van de eerste wetenschappers die geloofde in de omzetting van anorganische tot organische verbindingen. Op die manier verwierp hij de filosofische doctrine van het vitalisme. Kolbe slaagde er rond 1845 in om azijnzuur te synthetiseren uit koolstofdisulfide als anorganische precursor en later, in 1860, ook salicylzuur via een aantal reactiestappen.
Kolbe gaf zijn naam aan een aantal organische reacties, onder andere de Kolbe-Schmitt-reactie, de Kolbe-elektrolyse en de Kolbe-nitrilsynthese.